# Lymanopoda altis
Lymanopoda altis är en fjärilsart som beskrevs av Gustav Weymer 1890. Lymanopoda altis ingår i släktet Lymanopoda och familjen praktfjärilar. Inga underarter finns listade i Catalogue of Life.